# Queyssac-les-Vignes
Ne doit pas être confondu avec Queyssac, commune de la Dordogne.
Pour les articles homonymes, voir Vignes.
Queyssac-les-Vignes est une commune française située dans le département de la Corrèze en région Nouvelle-Aquitaine.
Les habitants de Queyssac-les-Vignes sont des « Queyssacois ».

## Géographie
La commune de Queyssac-les-Vignes est située dans le bassin de Brive.

### Communes limitrophes
La commune est limitrophe du département du Lot.
Les communes limitrophes sont Bilhac, Sioniac, Végennes et Bétaille.
| Végennes       |                     |         |
|                | Queyssac-les-Vignes | Sioniac |
| Bétaille (Lot) | Bilhac              |         |

### Géologie et relief
Son relief chahuté traduit la diversité de ses origines.
Le point culminant de la commune est au Puy Lachaud, butte témoin calcaire à 341 m d'altitude. Le point le plus bas se trouve à 130 m d'altitude, dans la vallée du Palsou, à la limite de la commune de Bétaille.
La géologie est particulièrement diversifiée. Les sols primaires affleurent au pont des Bothies, le "brasier" domine à l'est et le calcaire du Lias à l'ouest. Le Palsou suit une faille ancienne, parallèle à celle d'Argentat.

### Hydrographie
Le Palsou et le ruisseau de l'Escadrouillère arrosent la commune.

### Climat
Pour des articles plus généraux, voir Climat de la Nouvelle-Aquitaine et Climat de la Corrèze.
Historiquement, la commune est exposée à un climat montagnard.
En 2020, Météo-France publie une typologie des climats de la France métropolitaine dans laquelle la commune est dans une zone de transition entre le climat océanique altéré et le climat de montagne et est dans la région climatique Ouest et nord-ouest du Massif Central, caractérisée par une pluviométrie annuelle de 900 à 1 500 mm, maximale en automne et en hiver.
Pour la période 1971-2000, la température annuelle moyenne est de 12,3 °C, avec une amplitude thermique annuelle de 16 °C. Le cumul annuel moyen de précipitations est de 1 098 mm, avec 11,7 jours de précipitations en janvier et 7,3 jours en juillet. Pour la période 1991-2020, la température moyenne annuelle observée sur la station météorologique la plus proche, située sur la commune de Camps-Saint-Mathurin-Léobazel à 18 km à vol d'oiseau, est de 11,1 °C et le cumul annuel moyen de précipitations est de 1 432,2 mm,. Pour l'avenir, les paramètres climatiques de la commune estimés pour 2050 selon différents scénarios d’émission de gaz à effet de serre sont consultables sur un site dédié publié par Météo-France en novembre 2022.

## Urbanisme

### Typologie
Au 1er janvier 2024, Queyssac-les-Vignes est catégorisée commune rurale à habitat très dispersé, selon la nouvelle grille communale de densité à 7 niveaux définie par l'Insee en 2022.
Elle est située hors unité urbaine. Par ailleurs la commune fait partie de l'aire d'attraction de Biars-sur-Cère - Saint-Céré, dont elle est une commune de la couronne,. Cette aire, qui regroupe 49 communes, est catégorisée dans les aires de moins de 50 000 habitants,.

### Occupation des sols
L'occupation des sols de la commune, telle qu'elle ressort de la base de données européenne d’occupation biophysique des sols Corine Land Cover (CLC), est marquée par l'importance des territoires agricoles (55,2 % en 2018), une proportion identique à celle de 1990 (55,2 %). La répartition détaillée en 2018 est la suivante :
forêts (44,8 %), prairies (33,9 %), zones agricoles hétérogènes (15,7 %), cultures permanentes (5,6 %).
L'évolution de l’occupation des sols de la commune et de ses infrastructures peut être observée sur les différentes représentations cartographiques du territoire : la carte de Cassini (XVIIIe siècle), la carte d'état-major (1820-1866) et les cartes ou photos aériennes de l'IGN pour la période actuelle (1950 à aujourd'hui).

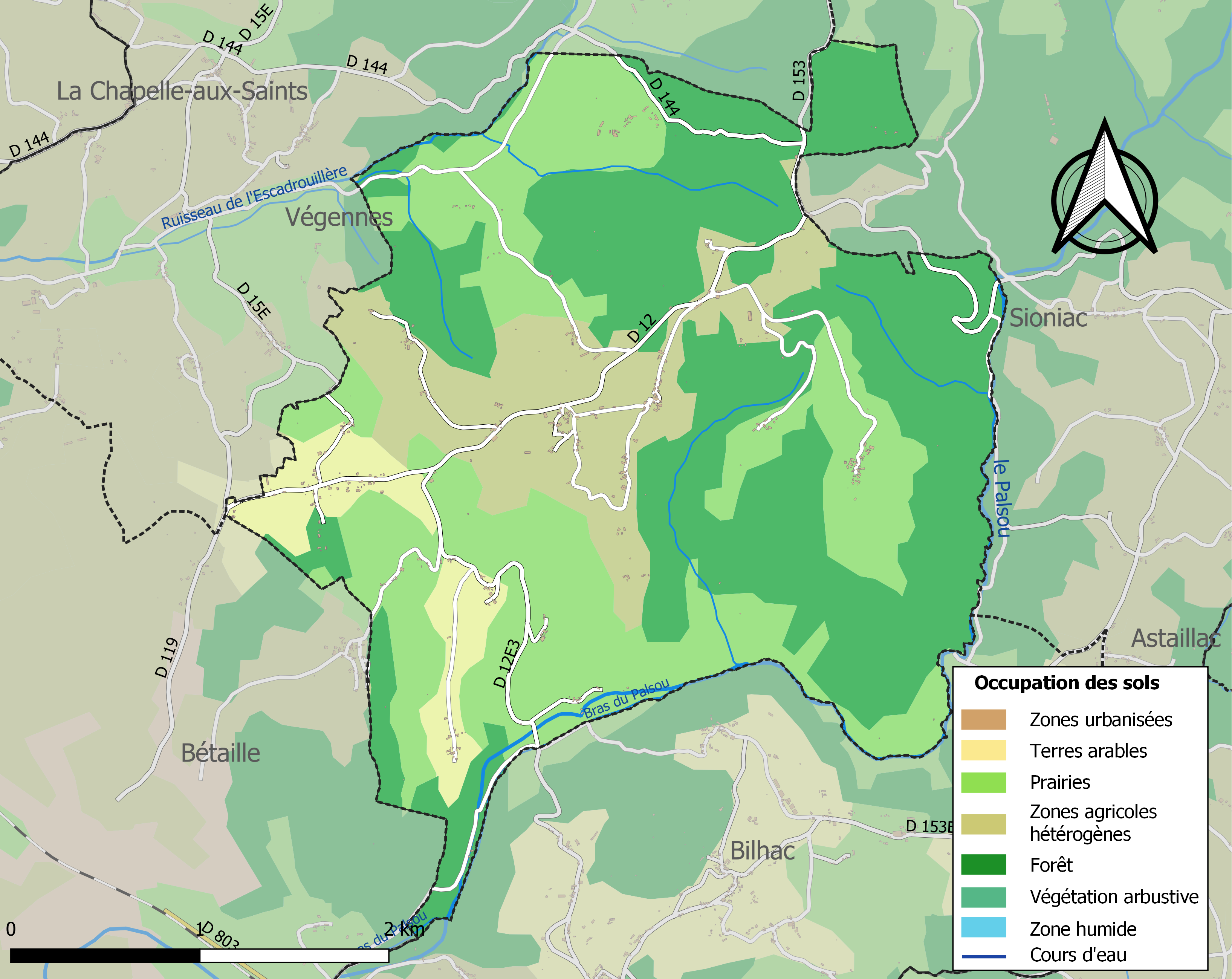
Carte des infrastructures et de l'occupation des sols de la commune en 2018 (CLC).

### Risques majeurs
Le territoire de la commune de Queyssac-les-Vignes est vulnérable à différents aléas naturels : météorologiques (tempête, orage, neige, grand froid, canicule ou sécheresse), feux de forêts et séisme (sismicité très faible). Il est également exposé à un risque technologique, la rupture d'un barrage. Un site publié par le BRGM permet d'évaluer simplement et rapidement les risques d'un bien localisé soit par son adresse soit par le numéro de sa parcelle.

#### Risques naturels

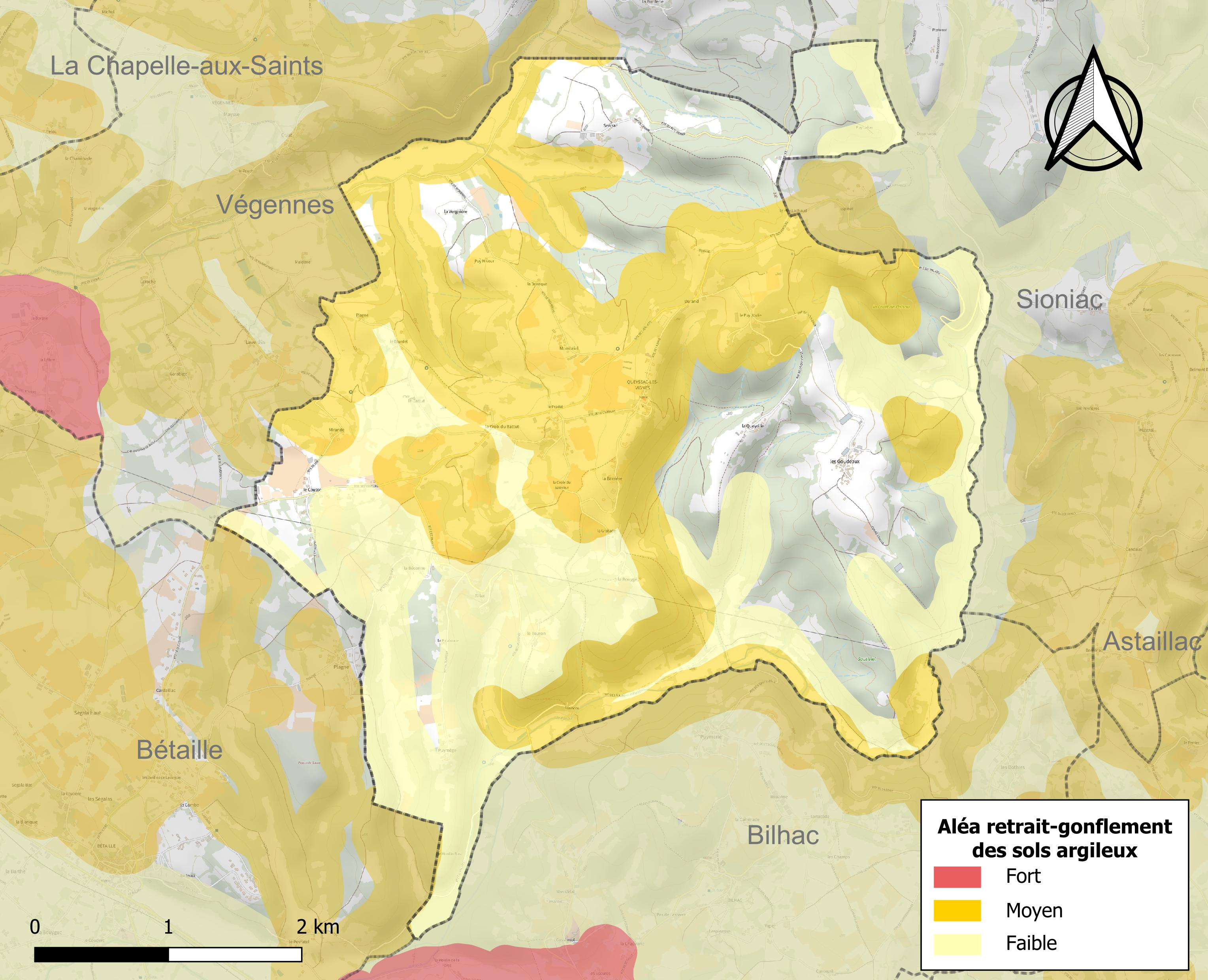
Carte des zones d'aléa retrait-gonflement des sols argileux de Queyssac-les-Vignes.

Le retrait-gonflement des sols argileux est susceptible d'engendrer des dommages importants aux bâtiments en cas d’alternance de périodes de sécheresse et de pluie. 42,2 % de la superficie communale est en aléa moyen ou fort (26,8 % au niveau départemental et 48,5 % au niveau national). Sur les 158 bâtiments dénombrés sur la commune en 2019,  78 sont en aléa moyen ou fort, soit 49 %, à comparer aux 36 % au niveau départemental et 54 % au niveau national. Une cartographie de l'exposition du territoire national au retrait gonflement des sols argileux est disponible sur le site du BRGM,.
Concernant les feux de forêt, aucun plan de prévention des risques incendie de forêt (PPRIF) n’a été établi en Corrèze, néanmoins le code de l’urbanisme impose la prise en compte des risques dans les documents d’urbanisme. Le périmètre des servitudes d'utilité publique et des zones d'obligation légale de débroussaillement pour les particuliers est quant à lui défini pour la commune dans une carte dédiée. 
La commune a été reconnue en état de catastrophe naturelle au titre des dommages causés par les inondations et coulées de boue survenues en 1982, 1992, 1999, 2001 et 2010. Concernant les mouvements de terrains, la commune a été reconnue en état de catastrophe naturelle au titre des dommages causés par la sécheresse en 2018 et 2020 et par des mouvements de terrain en 1999.

#### Risques technologiques
La commune est en outre située en aval du barrage de Bort-les-Orgues, un ouvrage de classe A disposant d'une retenue de 477 millions de mètres cubes. À ce titre elle est susceptible d’être touchée par l’onde de submersion consécutive à la rupture de cet ouvrage.

## Toponymie
Caissac en occitan, la langue régionale autrefois parlée localement.

## Histoire
On trouve çà et là des outils du paléolithique (La Chapelle-aux-Saints est toute proche) et du néolithique. La toponymie indique la présence de villae gallo-romaines à Queyssac et à Sennac.
Au Moyen-Âge, Queyssac appartient à la vicairie civile du Puy d'Arnac et à la vicomté de Turenne.
La châtellenie de Queyssac est créée au profit d'Olivier de Bort après la guerre de Cent ans par démembrement de celle de Curemonte.
La famille de Corn, entrée à Queyssac par alliance avec les Veyrac, va y rester jusqu'au XIXe siècle. La commune a pris les armes de cette famille originaire du Quercy.
La vigne faisait la richesse et la renommée de Queyssac jusqu'aux atteintes du phylloxéra dans les années 1880. Queyssac avait plus de 700 habitants au XIXe siècle. Son vin paillé est resté réputé jusqu'à nos jours.
L'église de Queyssac-Haut a été entièrement reconstruite sous le Second Empire. Celle de Queyssac-Bas, Saint-Blaise, date de l'époque romane.
Queyssac est devenu Queyssac-les-Vignes en 1929 sans doute pour qu'on ne la confonde plus avec son homonyme périgourdin.
Gabriel Gleize fut maire de Queyssac de 1904 à 1956 et conseiller général du canton de Beaulieu de 1913 à 1956.
La culture de la fraise, la noyeraie, l'élevage et le vignoble sont aujourd'hui les principales productions de la commune.

## Politique et administration
| Période   | Période  | Identité          | Étiquette | Qualité             |
| --------- | -------- | ----------------- | --------- | ------------------- |
| 1904      | 1956     | Gabriel Gleize    | SFIO      | Exploitant agricole |
| mars 2001 | mai 2020 | Geneviève Soursac |           | Agricultrice        |
| mai 2020  | En cours | Jean-Louis Roche  |           | Agriculteur         |

### Délégués
Délégués à la communauté des communes ;
membres du C.C.A.S. ;
délégués à la bascule de Bétaille ;
délégués à la commission d'appels d'offres.

### Commissions communales
1. commission bâtiments ;
2. commission voirie ;
3. commission bulletin municipal ;
4. commission affaires scolaires ;
5. commission urbanisme.

## Démographie
L'évolution du nombre d'habitants est connue à travers les recensements de la population effectués dans la commune depuis 1793. Pour les communes de moins de 10 000 habitants, une enquête de recensement portant sur toute la population est réalisée tous les cinq ans, les populations de référence des années intermédiaires étant quant à elles estimées par interpolation ou extrapolation. Pour la commune, le premier recensement exhaustif entrant dans le cadre du nouveau dispositif a été réalisé en 2006.

En 2022, la commune comptait 235 habitants, en évolution de +18,69 % par rapport à 2016 (Corrèze : −0,59 %, France hors Mayotte : +2,11 %).
| 1793 | 1800 | 1806 | 1821 | 1831 | 1836 | 1841 | 1846 | 1851 |
| ---- | ---- | ---- | ---- | ---- | ---- | ---- | ---- | ---- |
| 617  | 672  | 626  | 731  | 758  | 775  | 715  | 710  | 728  |

| 1856 | 1861 | 1866 | 1872 | 1876 | 1881 | 1886 | 1891 | 1896 |
| ---- | ---- | ---- | ---- | ---- | ---- | ---- | ---- | ---- |
| 783  | 787  | 776  | 718  | 705  | 739  | 656  | 598  | 564  |

| 1901 | 1906 | 1911 | 1921 | 1926 | 1931 | 1936 | 1946 | 1954 |
| ---- | ---- | ---- | ---- | ---- | ---- | ---- | ---- | ---- |
| 509  | 543  | 537  | 446  | 403  | 380  | 360  | 321  | 319  |

| 1962 | 1968 | 1975 | 1982 | 1990 | 1999 | 2006 | 2011 | 2016 |
| ---- | ---- | ---- | ---- | ---- | ---- | ---- | ---- | ---- |
| 303  | 253  | 222  | 213  | 191  | 180  | 187  | 214  | 198  |

| 2021 | 2022 | - | - | - | - | - | - | - |
| ---- | ---- | - | - | - | - | - | - | - |
| 229  | 235  | - | - | - | - | - | - | - |

## Économie

### Le vin paillé

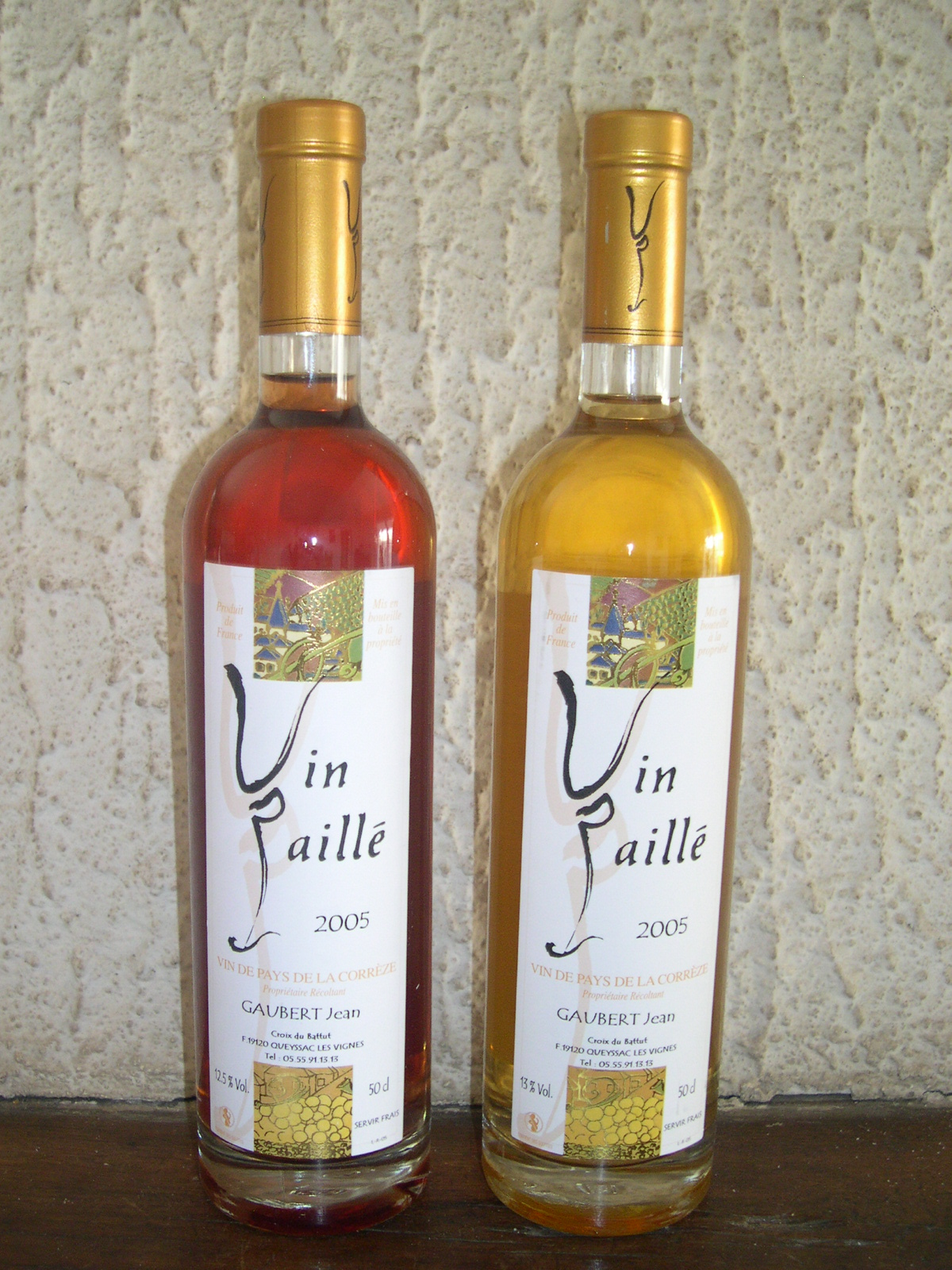

Ce vin particulier est produit par 18 viticulteurs dans une petite zone viticole autour de Queyssac-les-vignes, sur les coteaux de la vallée de la Dordogne. Son élaboration doit respecter un cahier des charges bien précis (vendanges à la main, séchage, pressurage, fermentation) afin d'obtenir son appellation "Vin paillé" validée par une commission d'agrément. Les cépages utilisés sont le cabernet franc et le cabernet sauvignon pour les rouges, et le chardonnay et le sauvignon pour les blancs.

### Agriculture
D'autres productions traditionnelles sont aussi développées : le veau élevé sous la mère, la noix, la pêche et la fraise notamment.

## Lieux et monuments
- Église de l'Assomption-de-Notre-Dame de Queyssac-les-Vignes

## Personnalités liées à la commune
- Saint Blaise, sa fête étant souhaitée chaque année, une petite chapelle porte son nom à Queyssac-Bas.

## Héraldique
| Blason de Queyssac-les-Vignes | Blason  | Écartelé : aux 1er et 4e d'azur à deux cors de chasse d'or liés et virolés de gueules l'un sur l'autre, aux 2e et 3e bandés d'argent et de gueules. |
| Blason de Queyssac-les-Vignes | Détails | Le statut officiel du blason reste à déterminer. |

## Risques et catasphrophes[27]
Risque sismique sur la commune :
- très faible.

Risques naturels et technologiques possibles sur la commune :
- rupture de barrage.

Catastrophes naturelles passées à Queyssac-les-Vignes :
- inondations et coulées de boue le 10 juin 2010 ;
- inondations et coulées de boue du 5 au 6 juillet 2001 ;
- inondations, coulées de boue et mouvements de terrain du 25 au 29 décembre 1999 ;
- inondations et coulées de boue du 21 au 23 septembre 1992 ;
- tempête du 6 au 10 novembre 1982.